# حسن رضا باشا
حسن رضا باشا (ولدَ في 1809 - توفي في 1877) هو سياسي عثماني، تولى منصب والي سالونيك. تولى منصب قبطان باشا البحرية العثمانية.

## مناصبه
تولى المناصب التالية:
- والي سالونيك (1849–1850)
- سرعسكر (1843–1845)
- سرعسكر (1848–1849)
- سرعسكر (1854–1855)
- سرعسكر (1855–1857)
- سرعسكر (1857–1861)
- سرعسكر (1866–1867)
- سرعسكر (1875–1876)
- مشير المدفعية  [لغات أخرى]‏ (1858–1861)
- مشير المدفعية  [لغات أخرى]‏ (1866–1867)
- مشير المدفعية  [لغات أخرى]‏ (1876–1876)

## أنظر أيضا
- قائمة قباطين البحر العثمانيين.